# Сім грішників (фільм, 1940)
Сім грішників (англ. Seven Sinners) — романтична комедія 1940 року режисера Тейя Гарнетта. У головних ролях знімались Марлен Дітріх і Джон Вейн. Фільм створений Universal Pictures у чорно-білому кольорі.
У Великій Британії фільм має назву «Кафе семи грішників» (англ. Cafe of the Seven Sinners).

## Сюжет
Це історія про життя співачки Біжу Бланш (Марлен Дітріх), яка подорожує з одного острова у Південному морі на інший. Її супроводжують дезертир з морського флоту Едвард Патрік 'Маленький Нед' Фіннеган (Бродерік Кроуфорд) та фокусник й водночас кишеньковий злодій Саша Менкен (Міша Ауер). Врешті, вона зустрічає симпатичного, молодого морського офіцера, лейтенанта Дена Брента (Джон Вейн), і вони закохуються один в одного. Коли Ден обіцяє одружитися з Біжу, його командир та друзі благають залишити її.

## Актори
- Марлен Дітріх — Біжу Бланш
- Джон Вейн — підполковник Ден Брент
- Альберт Деккер — доктор Мартін
- Бродерік Кроуфорд — Едвард Патрік «Маленький Нед» Фіннеган
- Анна Лі — Дороті Хендерсон
- Міша Ауер — Саша Менкен
- Біллі Гілберт — Тоні
- Річард Карл — окружний офіцер
- Семюель С. Гіндс — губернатор Гарві Гендерсон
- Оскар Гомолка — Антро
- Реджинальд Денні — капітан Черч
- Вінс Барнетт — Бармен
- Герберт Роулінсон — перший партнер
- Джеймс Крейг — прапорщик
- Вільям Бейкуелл — Джадсон

## Виробництво

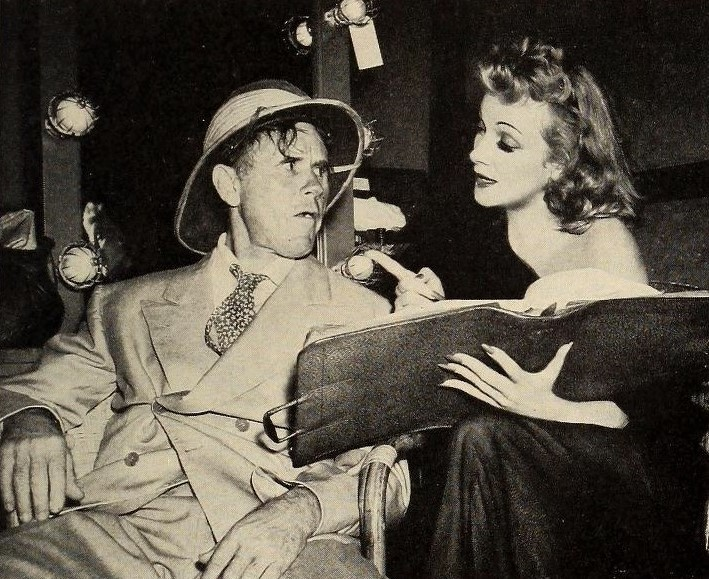
Тей Гарнетт і Марлен Дітріх на зйомках

Дітріх щойно вибралась з кар'єрної прірви завядки фільмові «Дестрі їде знову» (1939). У цьому фільмі було багато тих самих елементів у творчому сенсі, а також майже той самий акторський склад. За свою роботу Дітріх отримала 150 000 доларів.
Фільм став другим американським фільмом для Анни Лі (там першим вийшов на екрани). Вона казала, що Марлен Дітріх наполягала на тому, щоб Лі перефарбувала світлі волосся в каштанове, для того, щоб у них не було конфліктів. Вона також розповідала, що Дітріх обрала Джона Вейна на головну чоловічу роль після того, як помітила його в комісійному магазині, та сказала продюсерові Джо Пастернаку: «Мамця хоче це на Різдво».
Зйомки проходили з липня по вересень 1940 року. У 1950 році вийшов ремейк «Грішник Південного моря», з Макдональдом Кері та Шеллі Вінтерс у головних ролях.